# Belinda Bauer
Belinda Bauer, född 24 december 1962, är en brittisk författare av kriminalromaner. Hennes debutroman, Blacklands ("Mörk jord"), tilldelades The Gold Dagger 2010. Hennes roman "Snap" (När repet brister") nominerades till Man Booker Prize 2018 och tilldelades National Book Award 2018 för Årets bästa deckare.